# Hudson River School

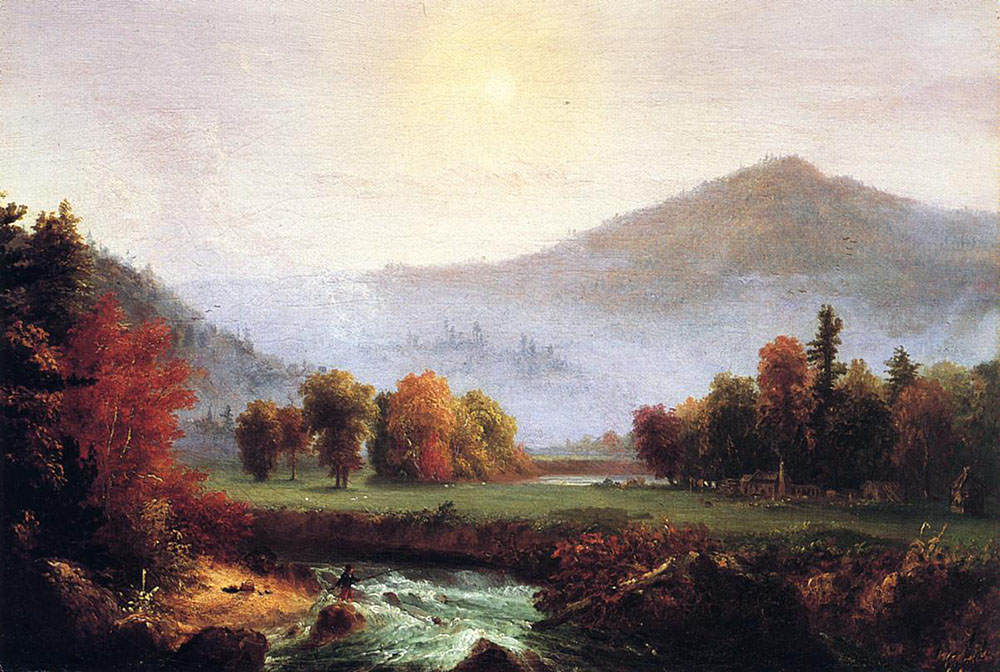
T. Cole, Morning Mist Rising Plymouth, 1830

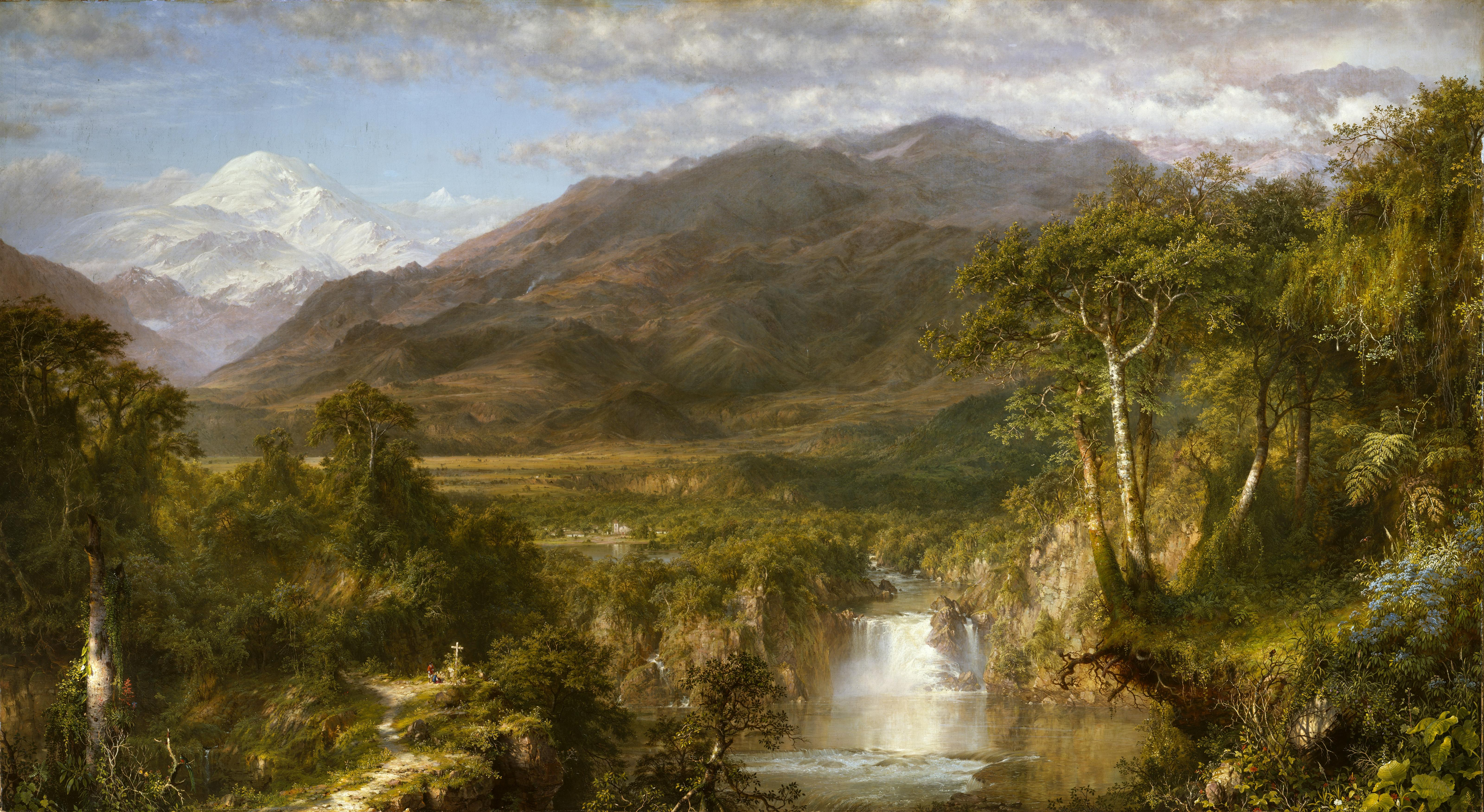
F. Church, Srdce Andů, 1859

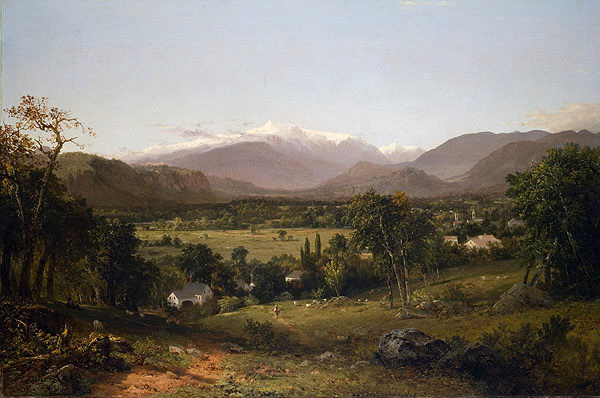
John Frederick Kensett, Hora Washington

Hudson River School (hudsonská škola) bylo americké umělecké hnutí z poloviny 19. století, vytvořené skupinou krajinářů, jejichž estetika byla inspirovaná romantismem. Přízvisko „škola“ se zde týká skupiny lidí, jejichž umělecký sloh, vzhled a inspirace mají obdobné vlastnosti, nikoliv vzdělávací instituce. Silný vliv na hudsonskou školu měla Düsseldorfská malířská škola.
Obrazy představovaly především údolí řeky Hudson a jeho okolí, třeba pohoří Catskill, Adirondack a Bílé hory v New Hampshire nebo Niagarské vodopády; kromě toho však tito umělci zobrazovali i krajiny Jižní Ameriky (Andy) nebo náboženské či literární scény (inspirované např. Cooperovým románem Poslední Mohykán).
Za tvůrce Hudson River School je považován malíř Thomas Cole, který na podzim 1825 namaloval první krajiny pohoří Catskill. Po jeho předčasné smrti roku 1845 následovala tzv. druhá generace malířů Hudson River School, jejímiž představiteli byli Frederic Edwin Church, John Frederick Kensett a Sanford Robinson Gifford. Nejvýznamnější díla vznikla mezi lety 1855–1875.

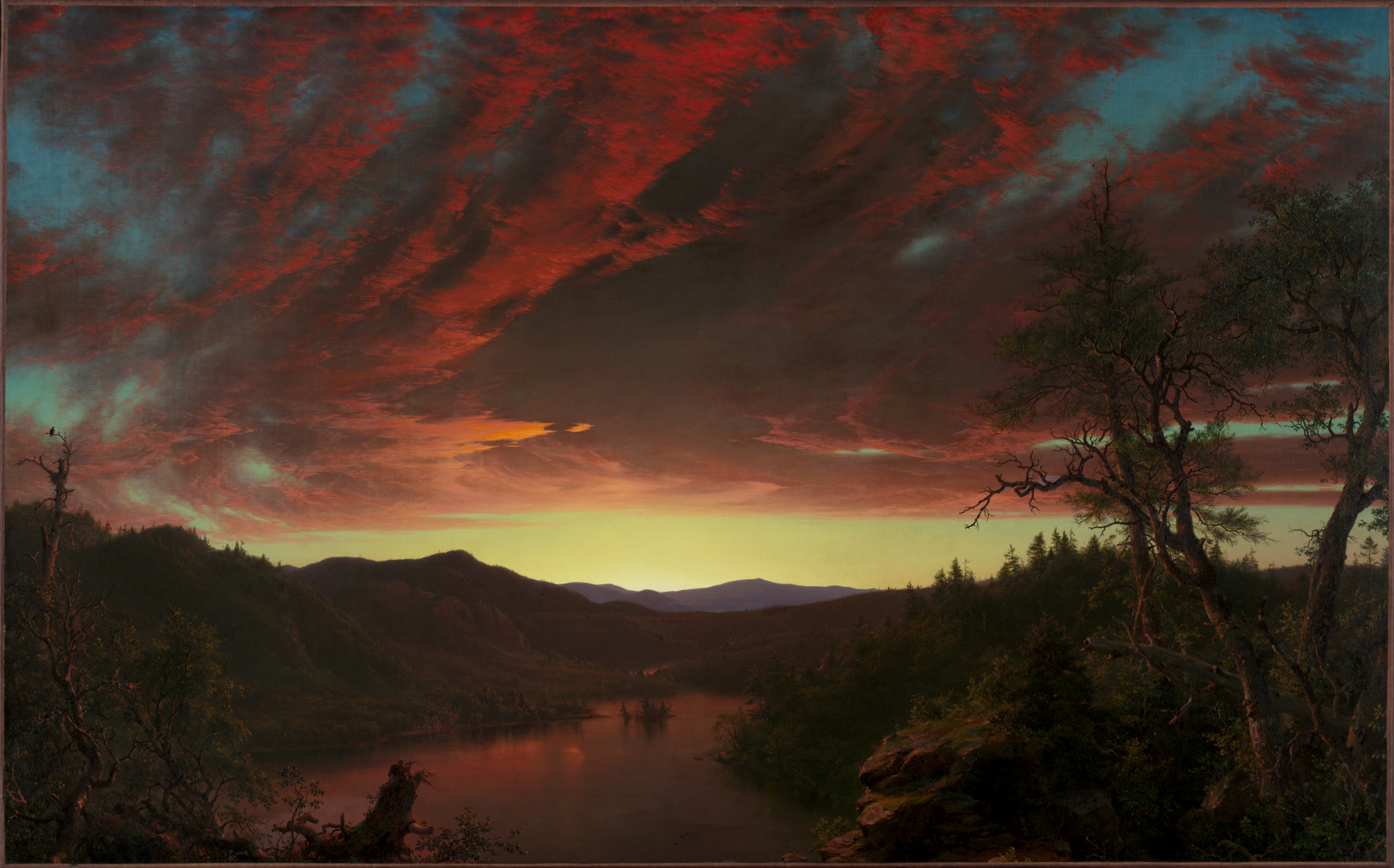
Frederic Edwin Church: Soumrak v divočině, 1860

Umělci hudsonské školy zobrazovali americkou krajinu zpočátku jako pastorální idylu, kde je člověk a příroda v harmonickém souladu. Typické je detailně propracované, realistické ztvárnění námětu, ovlivněné malíři jako John Constable nebo Claude Lorrain; myšlenkové pozadí úcty a respektu k přírodě sdíleli se soudobými americkými mysliteli Emersonem a Thoreauem. Druhá generace se pod vlivem luminismu svou citlivou prací se světlem blíží vidění evropských impresionistů.

## Umělci řazení do Hudson River School
- Albert Bierstadt
- James Renwick Brevoort
- John William Casilear
- Frederic Edwin Church
- Thomas Cole
- Samuel Colman
- Jasper Francis Cropsey
- Thomas Doughty
- Robert Scott Duncanson
- Asher Brown Durand
- Sanford Robinson Gifford
- James McDougal Hart
- William Hart
- William Stanley Haseltine
- Martin Johnson Heade
- Hermann Ottomar Herzog
- Thomas Hill
- David Johnson
- John Frederick Kensett
- Jervis McEntee
- Thomas Moran
- Robert Walter Weir
- Worthington Whittredge